# Monsieur Gallet, décédé
Pour les articles homonymes, voir Monsieur Gallet, décédé (homonymie).
Monsieur Gallet, décédé est un roman policier de Georges Simenon publié en février 1931 ; il fait partie de la série des Maigret.
Simenon écrit cette œuvre à bord de sa péniche, l'Ostrogoth, à Nandy près de Morsang-sur-Seine (Seine-et-Marne) durant l’été 1930.

## Résumé
Dans un hôtel de Sancerre où il était connu sous le nom de M. Clément, Émile Gallet, domicilié à Saint-Fargeau, a été tué d'une balle au visage suivie d'un coup de poignard dans le cœur, alors que sa femme le croyait à Rouen, en train d'exercer son métier de représentant de commerce. Maigret commence son enquête et découvre que le jour du crime, Gallet a eu une altercation avec Tiburce de Saint-Hilaire, châtelain voisin de l'hôtel, et une autre avec son fils Henry, venu par hasard dans la région où sa maîtresse, Eléonore Boursang, était en vacances. Il apparaît rapidement qu'aucun de ces trois personnages n'a pu commettre le crime.
En réalité, Gallet n'était plus représentant de commerce depuis dix-huit ans ; il vivait d'escroqueries en extorquant de l'argent aux légitimistes souhaitant le rétablissement des Bourbons sur le trône de France. Avec cet argent volé, Gallet, malade, avait contracté une assurance-vie en faveur de sa femme. Or, depuis trois ans, un certain M. Jacob avait découvert le jeu de Gallet et le faisait chanter. En fait, Jacob était l'homme de paille de Henry Gallet et de sa maîtresse qui soutiraient régulièrement de l'argent à l'escroc. Peu avant le crime, Jacob avait réclamé 20 000 francs à Gallet, lequel était allé supplier Saint-Hilaire de les lui donner. Il ne les a pas obtenus et, désespéré, a camouflé son suicide en crime pour que sa femme puisse toucher la prime d'assurance-vie.
Les rapports entre Gallet et Saint-Hilaire restant peu clairs, Maigret pousse plus loin ses investigations et découvre un fait capital qu'il gardera secret pour la tranquillité des principaux intéressés : Tiburce de Saint-Hilaire n'est autre que le véritable Gallet et Emile Gallet, alias Clément, est le dernier descendant des Saint-Hilaire qui, après une enfance malheureuse, une jeunesse faite de restrictions, a vendu son nom à Gallet qui revenait d'Indochine où il avait appris que Saint-Hilaire devait recevoir prochainement un héritage important ; peu après, le faux Saint-Hilaire a touché une fortune colossale et le faux Gallet, frustré, lui a sans cesse réclamé de l'argent.

## Aspects particuliers du roman
Le héros, modèle apparent de médiocrité, est en fait un escroc menant une existence double. Tout en lui se révèle faux, ce qui n’empêche pas Maigret de s’attacher au personnage, en qui il voit un homme malchanceux déployant des trésors d’ingéniosité pour arriver à survivre et à faire vivre les siens.

## Fiche signalétique de l'ouvrage

### Cadre spatio-temporel

#### Espace
Sancerre. Saint-Fargeau (Seine-et-Marne). Paris
(rue de Clignancourt).

#### Temps
Époque contemporaine ; l’enquête se déroule du 27 juin au 6 juillet 1930.

### Les personnages

#### Personnage principal
Émile Gallet, la victime. Escroc se faisant passer pour représentant de commerce. Marié, un fils. Âge mûr.

#### Autres personnages
- Aurore Gallet, née Préjean, épouse de la victime, la cinquantaine

- Henry Gallet, leur fils, employé de banque à Paris, 25 ans

- Tiburce de Saint-Hilaire, châtelain à Sancerre, âge mûr.

## Éditions
- Édition originale : Fayard, 1931
- Tout Simenon, tome 16, Omnibus, 2003  (ISBN 978-2-258-06101-9)
- Livre de Poche, n° 14256, 2004  (ISBN 978-2-253-14256-0)
- Tout Maigret, tome 1, Omnibus, 2019  (ISBN 978-2-258-14806-2)

## Adaptations
- Monsieur Gallet, décédé (1956), téléfilm québécois de Jean Faucher diffusée dans Quatuor à Radio-Canada ;
- A Man of Quality (1960), téléfilm anglais de Gerard Glaister, avec Rupert Davies ;
- Les Enquêtes du commissaire Maigret : Monsieur Gallet, décédé (1987), téléfilm français de Georges Ferraro, avec Jean Richard.

## Source
- Maurice Piron, Michel Lemoine, L'Univers de Simenon, guide des romans et nouvelles (1931-1972) de Georges Simenon, Presses de la Cité, 1983, p. 256-257  (ISBN 978-2-258-01152-6)